# Заліщицький бундук канадський
Залі́щицький бунду́к кана́дський — ботанічна пам'ятка природи місцевого значення в Україні. Росте на цвинтарі в місті Заліщиках Тернопільської області, за 20 м. від центрального входу.
Дерево оголошене об'єктом природно-заповідного фонду рішенням виконкому Тернопільської обласної ради від 23 жовтня 1972 року № 537 «Про затвердження списку пам'яток природи, що беруться під охорону держави». Перебуває у віданні Заліщицького комбінату комунальних підприємств.
Площа 0,01 га. Під охороною — бундук канадський віком понад 100 р, висотою 18 м, діаметр стовбура дерева на висоті 0,05 м — 100 см, на висоті 1,3 м — 92 см. Батьківщина дерева — Північна Америка.
У липні 2017 року від сильного вітру дерево розкололось навпіл. Рішення щодо необхідності збереження залишків бундука чи вилучення дерева і скасування статусу буде прийнято після спеціального його обстеження працівниками наукових установ та спеціалістами управління екології та природних ресурсів облдержадміністрації.